# Эберзин, Анатолий Георгиевич
Анатолий Георгиевич Эберзин (2 [15] марта 1904 или 1904, Вятка — 13 марта 1970 или 1970, СССР) — советский учёный-геолог, палеонтолог и стратиграф. Доктор геолого-минералогических наук, автор новых таксонов в палеонтологии.

## Членство в организациях и обществах
- Всесоюзное палеонтологическое общество
- Комиссия по изучению четвертичного периода
- Председатель комиссии по двустворчатым моллюскам Проблемсовета (1969—1970)
- Председатель неогеновой комиссии Ммежведомственного стратиграфического комитета (1957—1970).

## Филателист
Известен как собиратель непочтовых марок, многие марки прошли через его коллекцию.